# Schmokbach
Der Schmokbach ist ein 1,5 km langer Bach in der Gemeinde Tostedt im Landkreis Harburg in Niedersachsen, der von rechts und Osten in die Este mündet.

## Verlauf
Der Schmokbach beginnt als Oberflächensammler, östlich der Bundesstraße 3, im Waldgebiet Lohbergen in Neddernhof. Nach der Unterquerung der Bundesstraße 3 in westlicher Richtung, fließt er als Wiesenfluss deutlich begradigt, vorbei an den Natur-Kunstwerken „The Birth of Energy sowie dem Nachbau eines Equinox“. Der Schmokbach durchfließt mehrere Fischteiche um  mündet von rechts und Osten in die Este.

## Befahrungsregeln
Wegen intensiver Nutzung der Este durch Freizeitsport und Kanuverleiher erließ der Landkreis Harburg 2002 eine Verordnung unter anderem für die Este, ihre Nebengewässer und der zugehörigen Uferbereiche, die den Lebensraum von Pflanzen und Tieren schützen soll. Seitdem ist das Befahren und Betreten des Schmokbachs ganzjährig verboten.